# Valerianus II
Valerianus II (? - 258) was de oudste zoon van de Romeinse keizer Gallienus en diens echtgenote Salonina, en aldus een kleinzoon van Valerianus I.
In de herfst van 256 werd de jonge Valerianus tot caesar verheven. Het onderwijs en de bescherming van Gallienus' oudste zoon werd waarschijnlijk toevertrouwd aan Ingenuus, die een hoge militaire positie in Pannonia bekleedde.
Toen Valerianus I en Gallienus op 1 januari 257 beiden het consulaat op zich namen in Rome, werd aan de nieuwe caesar de verantwoordelijkheid opgedragen voor de bewaking van de grenzen aan de Donau.

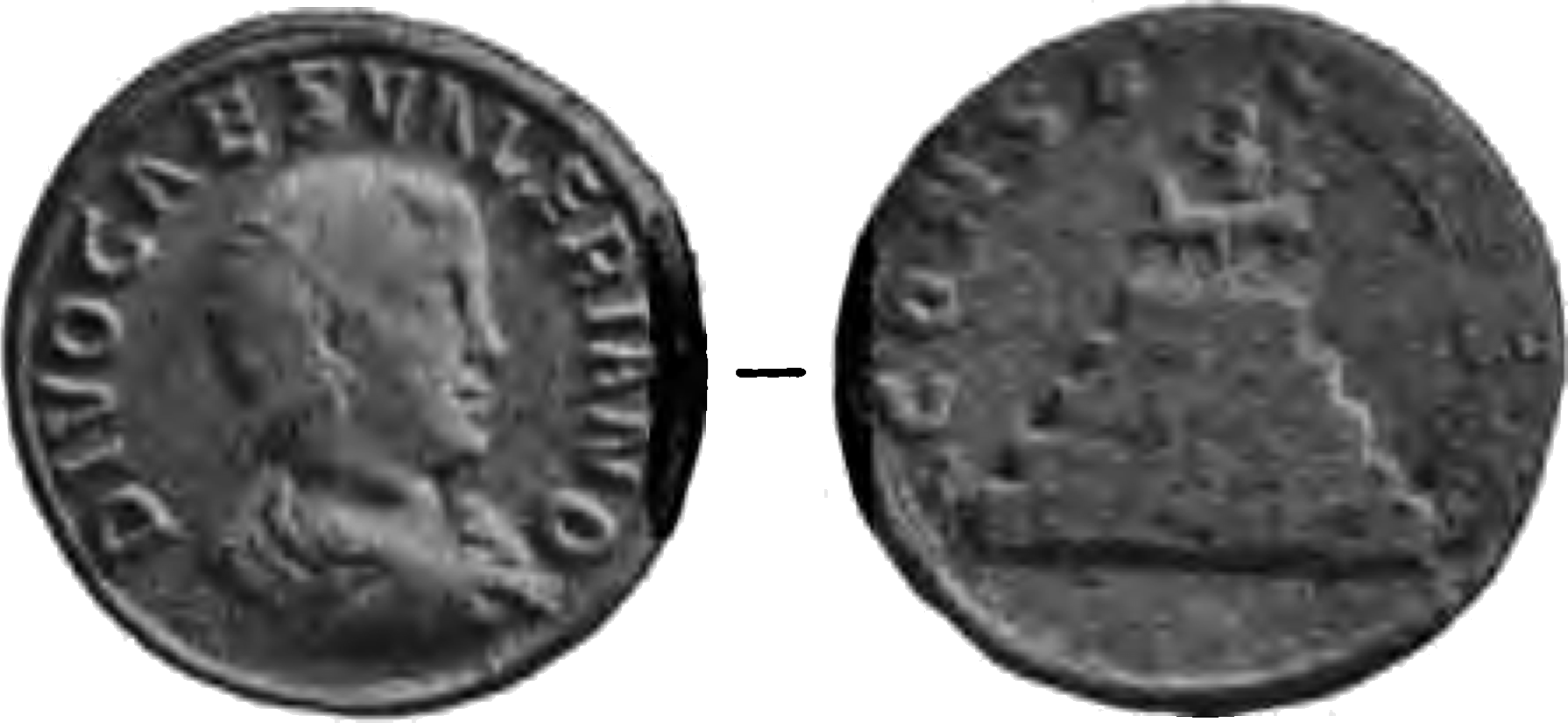
Munt met het opschrift "DIVO CAES VALERIANO" aan de voorzijde en "CONSECRATIO" aan de keerzijde.

Hij werd door het krijgsvolk in Colonia Claudia Ara Agrippinensium aan de tegenkeizer Postumus in handen geleverd en op last van deze omgebracht (257/258).
Valerianus werd na zijn dood door de senaat bij senatus consultum vergoddelijkt (consecratio). Dit kan worden afgeleid uit verscheidene munten met het opschrift "DIVO CAES VALERIANO" en "CONSECRATIO".
Zijn jongere broer Saloninus zou hem opvolgen als caesar.
Na de moord op Gallienus in 268 viel hij evenals zijn vader en zijn moeder - minstens ten dele - onder een damnatio memoriae.

## Referentie
- J. Lendering, art. Valerianus Junior, Livius.org (2007).
- W. Leadbetter, art. Ingenuus (260 A.D.), in DIR (1998).
- R.D. Weigel, art. Valerian (A.D. 253-260) and Gallienus (A.D. 253-268), in DIR (1998).